# 5445 Williwaw
5445 Williwaw este un asteroid din centura principală de asteroizi.

## Descriere
5445 Williwaw este un asteroid din centura principală de asteroizi. A fost descoperit pe 7 august 1991 la Observatorul Palomar de Henry E. Holt. El prezintă o orbită caracterizată de o semiaxă mare de 2,55 ua, o excentricitate de 0,22 și o înclinație de 6,1° în raport cu ecliptica.